# Chetia
Chetia è un genere di ciclidi haplochromini endemico di habitat fluviali africani.

## Specie
Vi sono attualmente sei specie riconosciute in questo genere:
- Chetia brevicauda (I. R. Bills & Olaf, 2002)
- Chetia brevis (R. A. Jubb, 1968)
- Chetia flaviventris (Trewavas, 1961)
- Chetia gracilis (Greenwood, 1984)
- Chetia mola (Balon & D. J. Stewart, 1983)
- Chetia welwitschi (Boulenger, 1898)